# Långtjärnen (Resele socken, Ångermanland)
Långtjärnen är en sjö i Sollefteå kommun i Ångermanland och ingår i Nätraåns huvudavrinningsområde.